# Раполла
Раполла (итал. Rapolla) — коммуна в Италии, расположена в регионе Базиликата, подчиняется административному центру Потенца.
Население составляет 4654 человека, плотность населения составляет 160 чел./км². Занимает площадь 29 км². Почтовый индекс — 85027. Телефонный код — 0972.
Покровителем населённого пункта считается святой Власий. Праздник ежегодно празднуется 3 февраля.